# A Canção da Terra
Pour plus de détails, voir Fiche technique et Distribution.
A Canção da Terra est un film portugais réalisé en juillet et août 1936 par Jorge Brum do Canto et sorti en mars 1938.

## Fiche technique
- Titre : A Canção da Terra
- Réalisation : Jorge Brum do Canto
- Scénario : Jorge Brum do Canto
- Musique : Afonso Correia Leite et Armando Rodrigues
- Photographie : Willy Goldberger, Aquilino Mendes et Aurélio Rodrigues
- Montage : Jorge Brum do Canto et Peter Mayerowitz
- Production : Jorge Brum do Canto et Aquilino Mendes
- Société de production : Filmes Albuquerque
- Pays :  Portugal
- Genre : Drame
- Durée : 115 minutes
- Dates de sortie : 
  -  Portugal : 29 mars 1938

## Distribution
- Elsa Romina : Bastiana, l'amoureuse de Gonçalves
- Barreto Poeira : le fermier Gonçalves, son amoureux, frappé comme les autres par la sécheresse
- Oscar de Lemos : Caçarola
- João Manuel Pinheiro : Nazairinho
- Maria Emilia Vilas : la mère
- Antonio Moita : João Venâncio, un riche propriétaire qui refuse de partager l'eau qui coule sur ses terres et qui tente de séduire Bastiana
- José Celestino
- Maria Emilia Vilas
- Mota da Costa